# Miguel Fisac
Miguel Fisac (né le 29 septembre 1913 à Daimiel et mort le 12 mai 2006 à Madrid) est un architecte, urbaniste et peintre espagnol.
La Pagoda est une de ses œuvres notables. 
Il était membre de l'Opus Dei.